# Evangelische Kirche (Dittlofsroda)

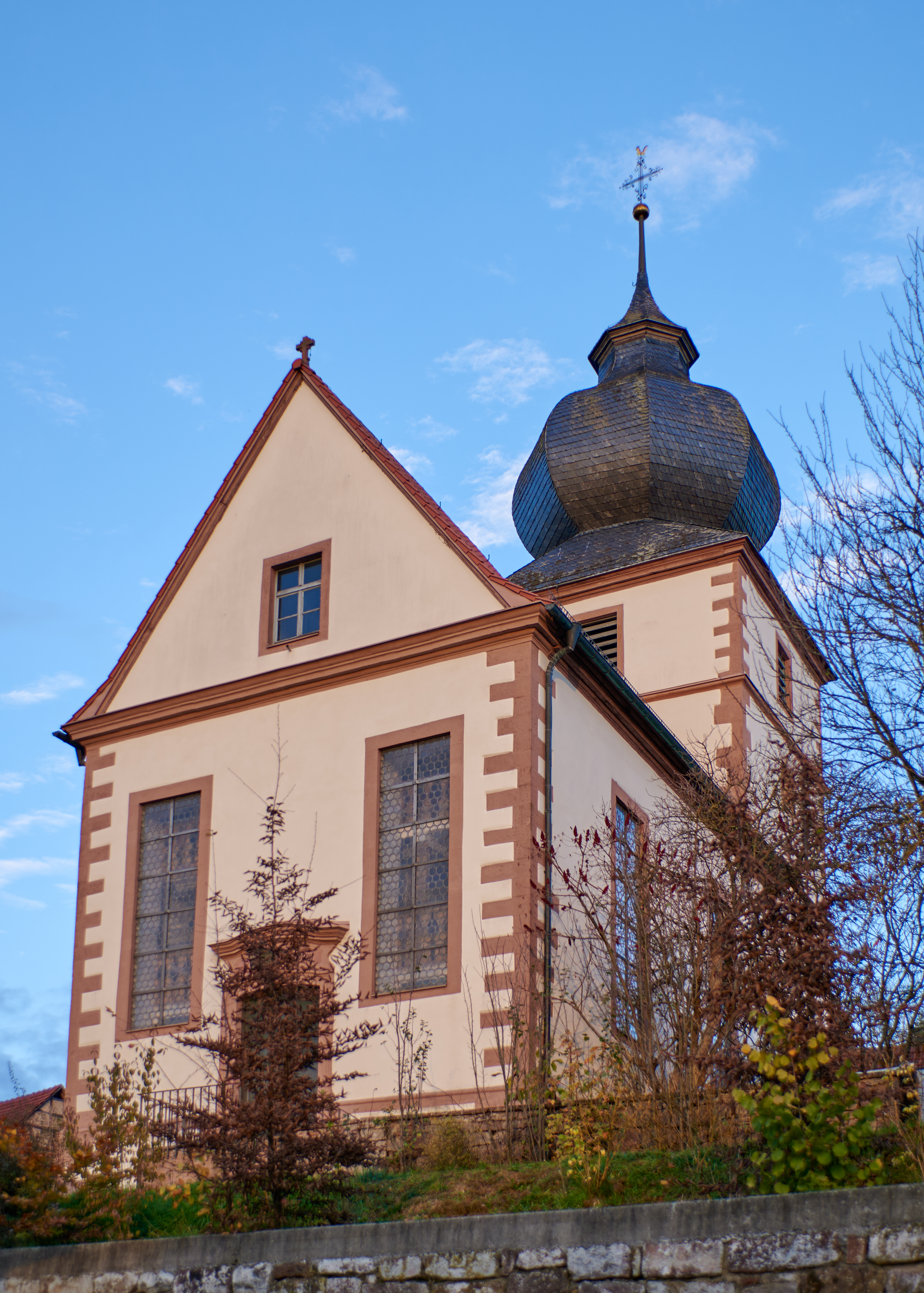
Evangelische Kirche Dittlofsroda

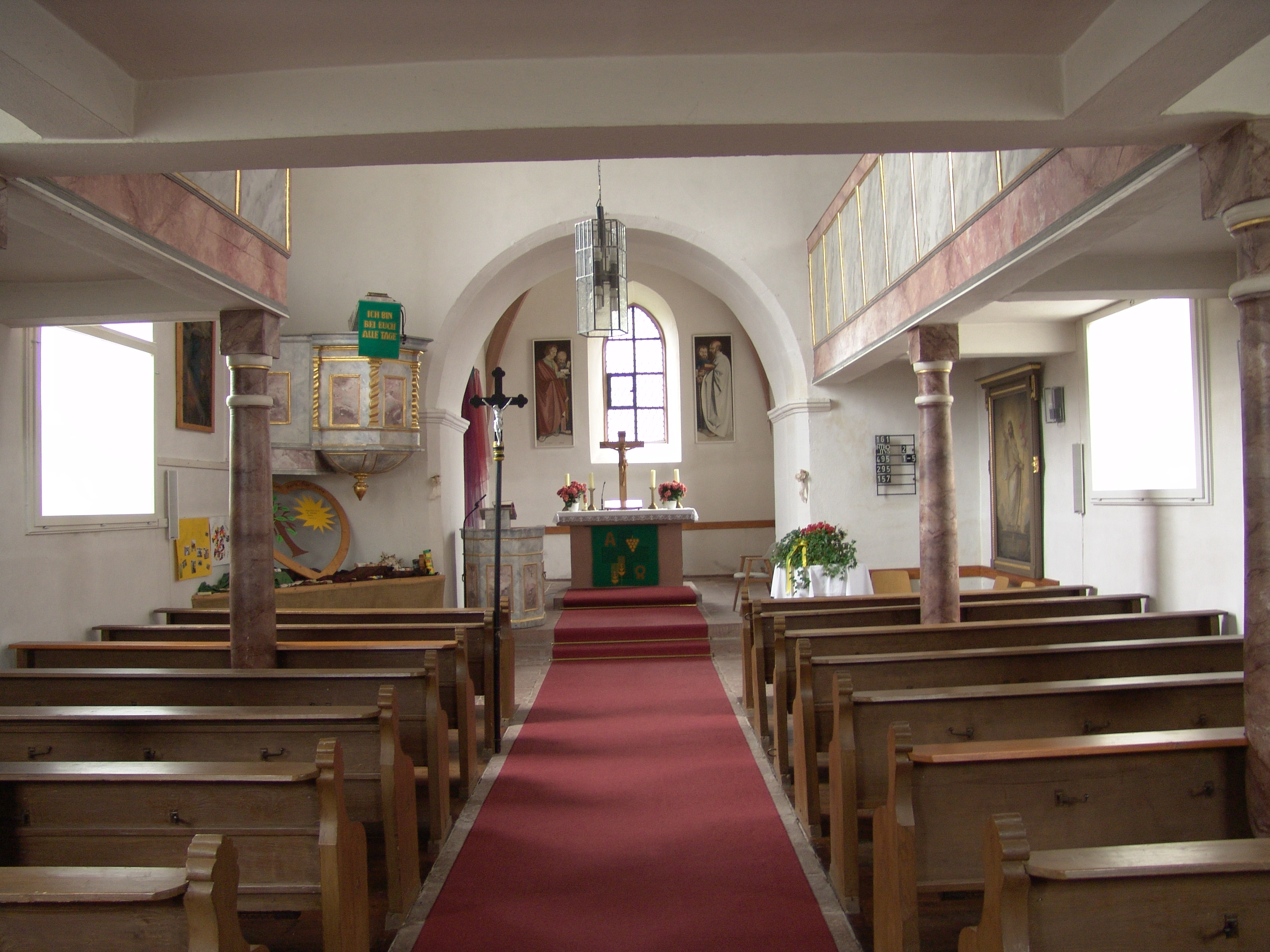
Innenansicht

Die evangelisch-lutherische Kirche befindet sich in Dittlofsroda, einem Ortsteil des bayerischen Marktes Wartmannsroth im unterfränkischen Landkreis Bad Kissingen.
Die Kirche gehört zu den Baudenkmälern von Wartmannsroth und ist unter der Nummer D-6-72-161-5 in der Bayerischen Denkmalliste registriert.

## Geschichte

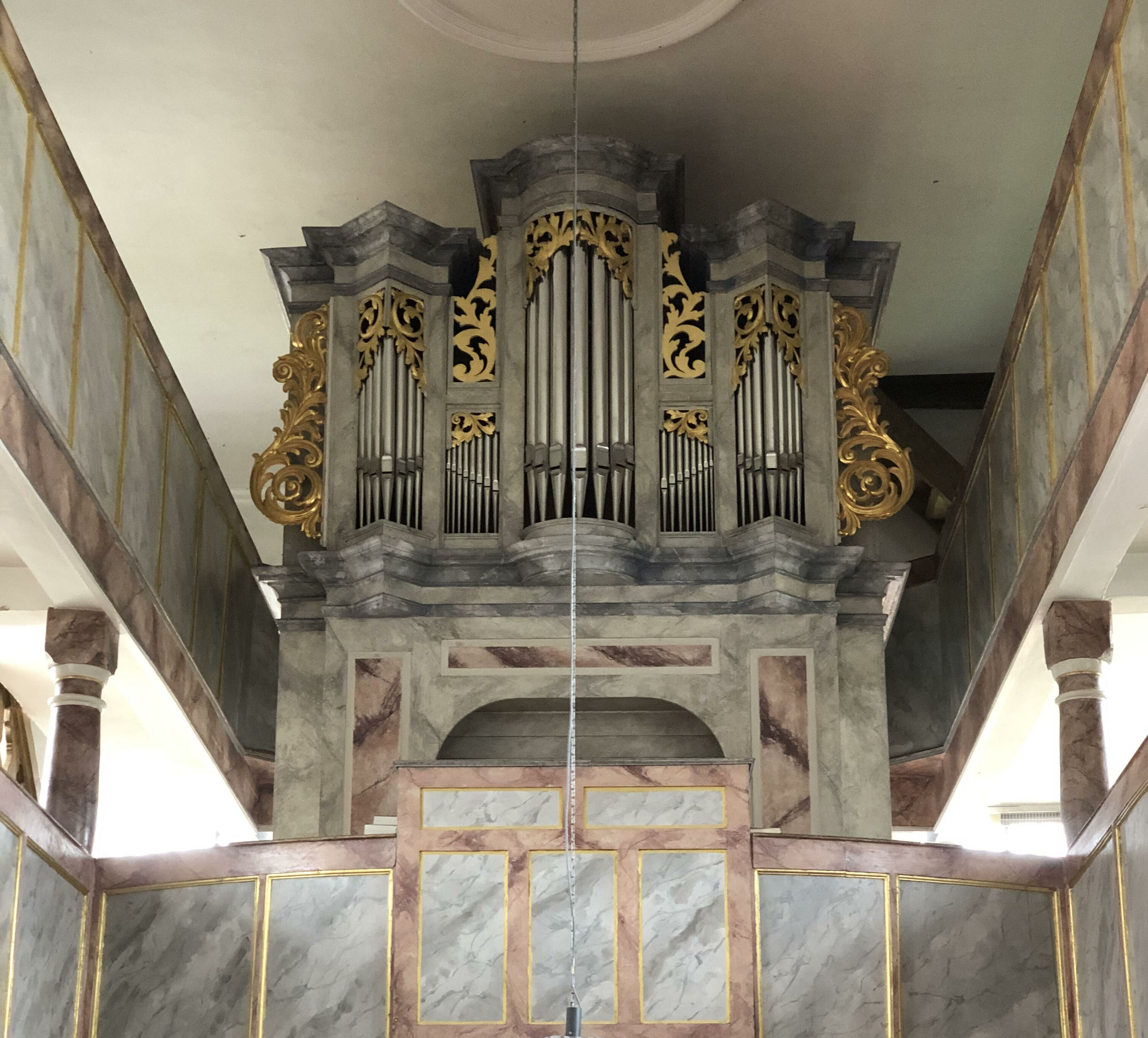
Orgelprospekt

Der Chorturm der evangelischen Kirche von Dittlofsroda stammt aus dem 15. Jahrhundert. In ihrer heutigen Form entstand die Kirche mit dem Bau des Langhauses im Jahr 1791.

## Beschreibung und Ausstattung
Der östliche Chorturm besitzt rechteckige Schallfenster und eine welsche Haube. Die Fenster des Chores mit Kreuzrippengewölbe sind spitzbogig. Das Langhaus ist flachgedeckt. Die Fenster sind Segmentbögen. Von der Ausstattung sind besonders die umlaufende Empore und die Kanzel zu erwähnen.

## Orgel
Die Orgel wurde 1919 von Förster & Nicolaus erbaut. Sie verfügt über 14 Register auf zwei Manualen und Pedal.

## Geläut
Das Geläut ist mit einer großen Bronzeglocke und zwei kleineren Stahlglocken für den Kirchturm relativ klein. Der Artikelverfasser hat die Angaben zu den Schlagtönen anhand von Tabellen geschätzt.
| Nr. | Schlagton | Name        | Inschrift                                                           | Durchmesser | Höhe  | Gussjahr | Glockengießer                      |
| --- | --------- | ----------- | ------------------------------------------------------------------- | ----------- | ----- | -------- | ---------------------------------- |
| 1   | h´        | -           | Vox mea corda accende ad ardentia vota (mit Namen des Pastors usw.) | 81 cm       | 77 cm | 1778     | Johann Simon Klaus, Fladungen      |
| 2   | d´´       | -           | -                                                                   | 81 cm       | 65 cm | 1921     | Ullrich und Weull, Apolda/Bockenem |
| 3   | f´´       | Totenglocke | Der Tod säumt nicht                                                 | 68 cm       | 57 cm | 1921     | Ullrich und Weull, Apolda/Bockenem |